# Karkoj
Karkoj (tiếng Ả Rập: كركوج) là một thị trấn ở bang Sennar, miền đông nam Sudan.

## Địa lý
Karkoj nằm ở bang Sennar của Sudan, cách Khartoum khoảng 350 km về phía nam, trên bờ đông sông Nin Xanh. Thị trấn Dinder ở lối vào Vườn quốc gia Dinder cách Karkoj khoảng 40 km về phía bắc.

## Nhân khẩu
| Năm             | Dân số |
| --------------- | ------ |
| 1973 (điều tra) | 4.079  |
| 1983 (điều tra) | 7.807  |
| 2010 (ước tính) | 12.260 |

## Người nổi tiếng
- Rashid Bakr, cựu Thủ tướng Sudan[3][4]